# Itapotihyla langsdorffii
Itapotihyla langsdorffii é uma espécie de anfíbio da família Hylidae. É a única espécie descrita para o género Itapotihyla. Está presente na Argentina, Brasil e Paraguai.

## Nomenclatura e taxonomia
A espécie foi descrita por André Marie Constant Duméril e Gabriel Bibron em 1841 como Hyla langsdorffii. Foi recombinada para Hypsiboas langsdorffii em 1843 e para Osteocephalus langsdorffii em 1867. Em 2005, Faivovich e colaboradores recombinaram a espécie  num gênero próprio, o Itapotihyla.

## Distribuição geográfica e habitat
A espécie ocorre na Mata Atlântica no Brasil, do Sergipe até Santa Catarina, na Argentina, na província de Misiones, e no Paraguai, no centro e sul da região Oriental.